# Johannes Eber
Johannes Eber (* 8. Januar 1971 in Tauberbischofsheim) ist ein deutscher Wirtschaftsjournalist und Volkswirt.

## Leben und Wirken
Eber studierte nach dem Abitur von 1991 bis 1999 Ökonomie an der Julius-Maximilians-Universität Würzburg mit Abschluss als Diplomvolkswirt. Daneben war er Mitarbeiter der Fränkischen Nachrichten, der Main-Post und der  Main-Tauber-Zeitung. Von 2001 bis 2007 war er Wirtschaftsredakteur beim Südkurier. In dieser Zeit wurde er mit einem Ernst-Schneider-Preis in der Kategorie Zeitung ausgezeichnet.
Im Anschluss wirkte Eber als geschäftsführender Redakteur der BusinessNews und war bis 2009 Chef vom Dienst bei zoomer.de. 2010 war er Redaktionsleiter der von GIGA betriebenen Newsplattform macnews.de. Im gleichen Jahr gehörte er zu den Gründern der Marketingagentur Solokarpfen, der er bis 2018 angehörte. Zwischen 2011 und 2019 war er Leiter Digital der Lobbyorganisation Initiative Neue Soziale Marktwirtschaft, anschließend war er dort als Leiter Content tätig.
Von September 2021 bis August 2022 publizierte er über Substack Good Morning Europe. Seitdem publiziert er als thestrollingeconomist und seit September 2023 über How To Save Democracy.
Seit Juni 2023 betreibt Johannes Eber gemeinsam mit Nils Hesse Die Dezentrale – Netzwerk für marktwirtschaftliche Kompetenz. Nach eigener Aussage ist Die Dezentrale ein Netzwerk marktwirtschaftlich Denkender mit dem Ziel ökonomische Erkenntnis innovativ zu kommunizieren.